# Teatro Trianon (La Spezia)
Il Teatro Trianon, in seguito chiamato Teatro Rinaldi, è una piccola sala teatrale di architettura liberty della Spezia, in via Manzoni 37.

## La storia
Dopo il suo notevole sviluppo di fine XIX secolo, La Spezia  godeva di una sua particolare vivacità culturale e aveva necessità di una sala idonea ad ospitare spettacoli leggeri, ma di qualità.
Un nuovo teatro fu così costruito al quartiere del Torretto, nel pieno centro storico della città,  grazie a un brillante progetto dell'architetto Vincenzo Bacigalupi e fu inaugurato nel 1907.
La sala rettangolare, dotata di platea, galleria e barcacce offriva uno spazio elegante, con un arredo di poltrone in velluto che richiamavano la verde tonalità predominante. 
Il progetto di Bacigalupi  era risultato pregevole al punto tale da meritare un premio speciale all'Esposizione universale di Parigi di quegli anni.

## L'attività del teatro
Sul palcoscenico del Trianon si esibirono subito famosi artisti furono presentati spettacoli di prim'ordine. 
Nel teatro si svolsero anche esibizioni futuriste guidate da Marinetti. In particolare quelle organizzate da Governato che, assieme ad altri intellettuali del Cenacolo della Zimarra, vi organizzò , delle rassegne pittoriche in pieno stile Dada.
Nonostante il primo successo, la vita del piccolo teatro è stata breve: lo scoppio del primo conflitto mondiale ne spense l'attività che nel primo dopoguerra si protrasse fino al 1925. 
Alla chiusura sono seguiti lunghi anni di abbandono e di degrado dello stabile.
Dopo tre anni di restauro, la sala è stata recuperata e adibita a sede di eventi teatrali e culturali.

## L'architettura
La facciata del teatro si presenta a due piani. Il semplice ampio portale d'ingresso è affiancato da pilastri con capitelli a fiore di loto; al livello superiore è una finestra ad arco ribassato, circondata da decori floreali e putti. 

Una scultura di maschera teatrale classica, con evidente allusione alla funzione dell'edificio, sporge nella chiave d'arco.
La copertura della sala rettangolare è raccordata a curva alle pareti ed è sostenuta da travature rivestite da stucchi. Le barcacce sono sostenute da mensole variamente decorate.
Al fondo della sala il boccascena, ad arco ribassato, è particolarmente suggestivo. Ai suoi due angoli e sulla prima porzione delle pareti laterali sono due gruppi di quattro cariatidi, ciascuna su altrettanti piedistalli decorati da sfingi alate, e addossate alle costolature che salgono a cingere le pareti. 
Le otto figure femminili vestono un peplo classico, sono atteggiate con le braccia sollevate e le mani incrociate a circondare le lampade di servizio.
La decorazione statuaria e gli stucchi, recuperati per quanto possibile dai restauri, sono opera dell'allora emergente Augusto Magli, mentre gli affreschi , pressoché perduti, sono di Vittorio Giorgi ed i ferri battuti di Cremonini.
Il Teatro Trianon è censito nel Cat<logo generale dei beni culturali italiani.